# Trevor Bayne
Trevor Mitchell Bayne (Knoxville, 19 febbraio 1991) è un pilota automobilistico statunitense, vincitore della Daytona 500 nel 2011.

## Biografia
La sua carriera in Nascar inizia nel 2009 nella Nationwide Series, prima con il Michael Waltrip Racing e poi con il Roush Fenway Racing. Nel 2011 vince la Daytona 500 con il Wood Brothers Racing. Nel 2015 si trasferisce a stagione intera in Sprint Cup Series con il Roush Fenway Racing per correre nella stock car n°6.
Nel 2013 gli è stata diagnosticata la sclerosi multipla.

## Galleria d'immagini

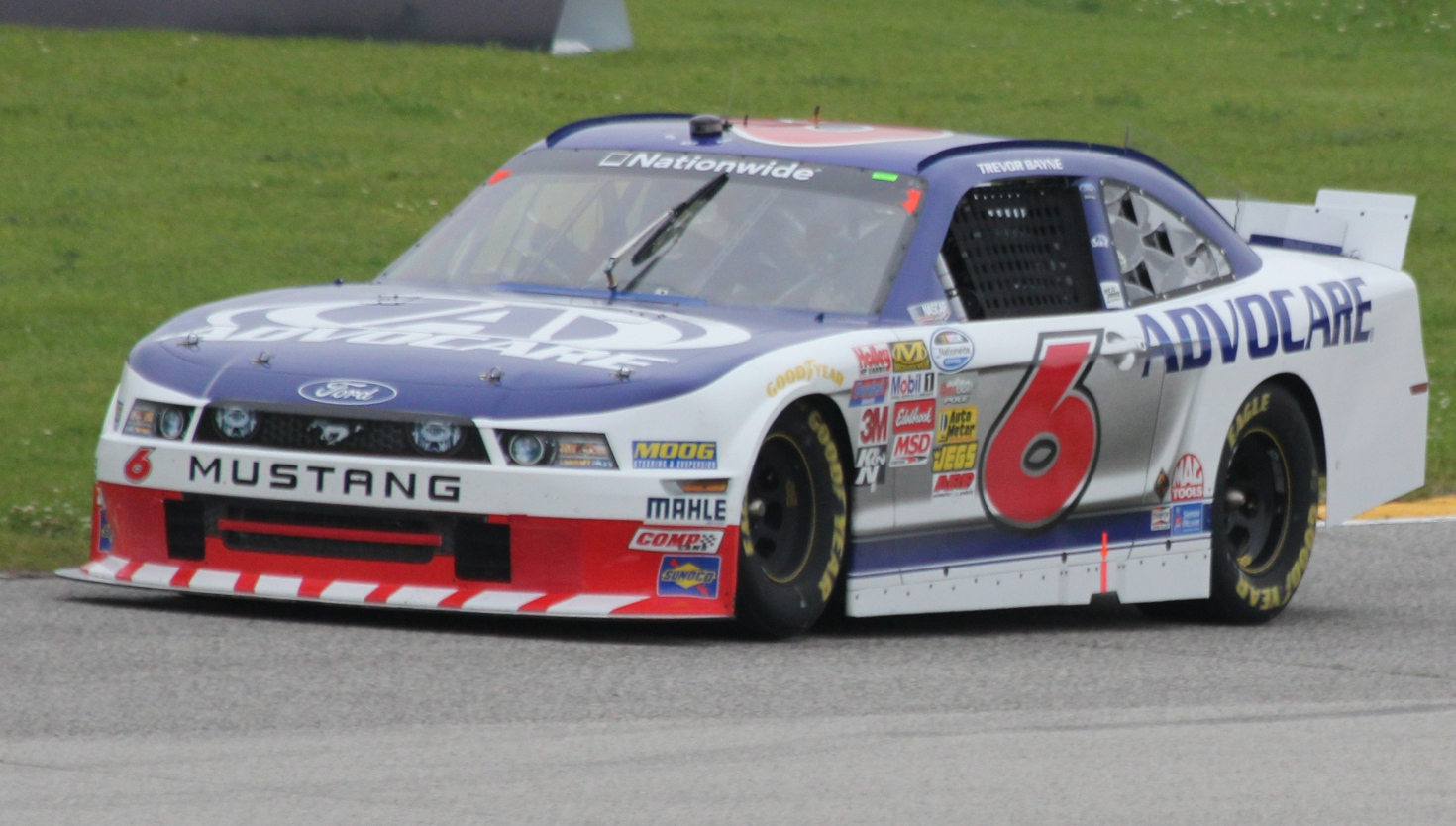
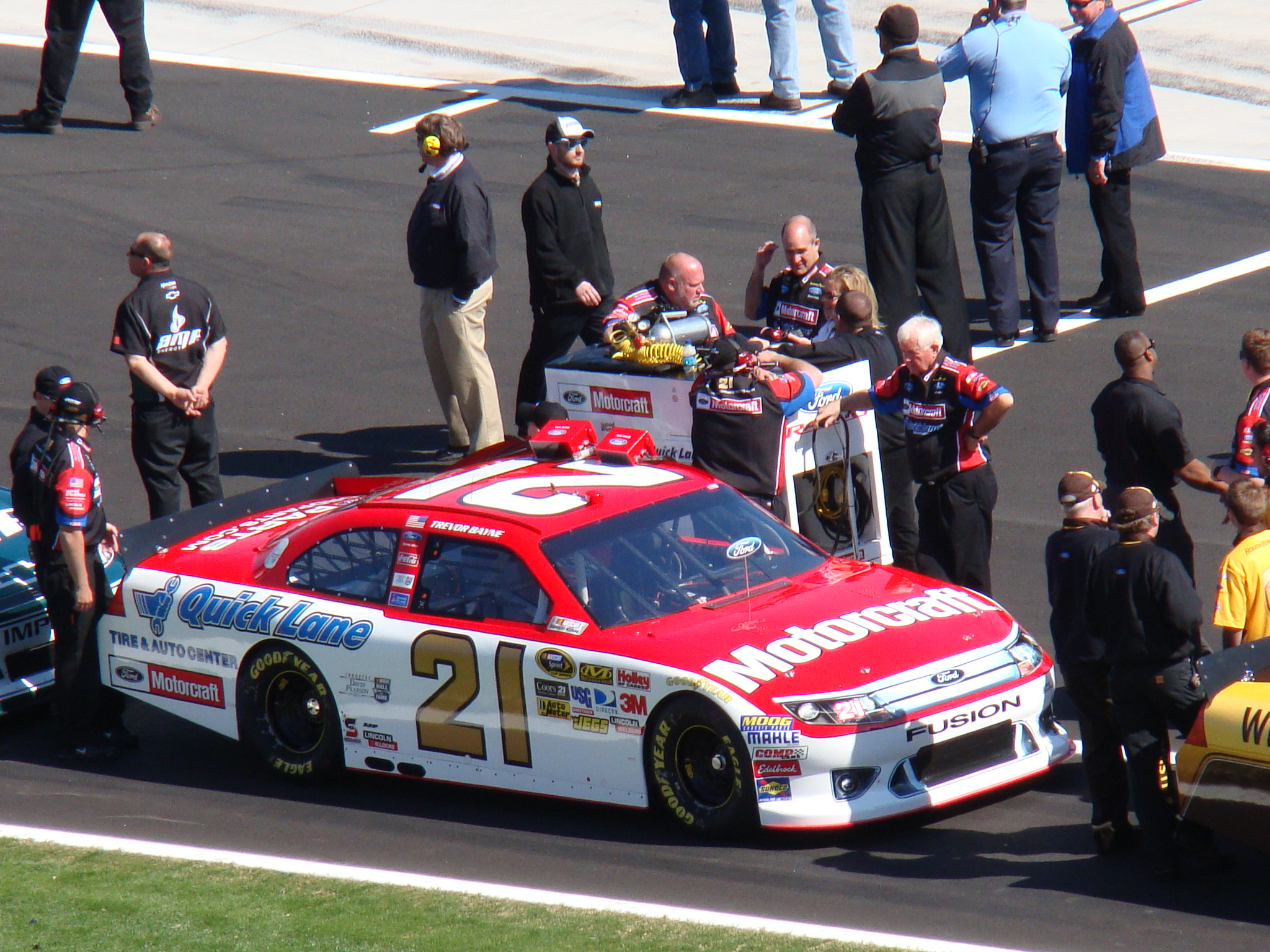